# Sungai Gantang
Sungai Gantang is een bestuurslaag in het regentschap Indragiri Hilir van de provincie Riau, Indonesië. Sungai Gantang telt 6033 inwoners (volkstelling 2010).